# Empoasca blada
Empoasca blada är en insektsart som beskrevs av Irena Dworakowska 1977. Empoasca blada ingår i släktet Empoasca och familjen dvärgstritar.
Artens utbredningsområde är Elfenbenskusten. Inga underarter finns listade i Catalogue of Life.